# Гигантомахија
Гигантомахија је представљала освету богиње Геје олимпским боговима за смрт њеног сина Xрона, а огледа се у величанственој божанској борби Гиганата са олимпским боговима. Битка се водила између бесмртних богова и скоро бесмртних гиганата; наиме иако су сви били ненормалне снаге, само неки од њих су били бесмртни (Алкионеј, Порфирион), и то само док бораве у земљи у којој су рођени. Боговима је пре битке проречено да ће победити Гиганте само ако им помогне смртник, те је Зевс наложио Атени да позове његовог сина Херакла.

## Гиганти
Гиганти (грч. Γίγαντες, лат. Gigantes) су дугокоси наказни дивови, синови богиње земље Геје рођени из капље крви бога неба Урана, у земљи Флегри или Палени. Гигантима је владао Еуримедонт, који их је и довео до коначне пропасти. 
Гиганти су били потомци најстаријих богова, старијих од богова са Олимпа, и нису признавали власт највишег бога Зевса, мада је његова владавина била хуманија од владавине њиховог претка, гиганта Xрона.
Пошто је богиња земље Геја била бесна на Зевса јер је свргао са власти њеног сина Хрона, наговарала је гиганте да се побуне против њега. Гиганти су и сами били жељни крви и бола јер су по рођењу од стране сво оца Урана били заточени, те су се дигли на борбу и из родне Палене (или Флегре), на полуострву Халкидикију, напали олимпљане.

## Рат богова и гиганата
Жестока борба (гигантомахија) почела је у Флегријској равници, а у којој су на самом почетку богови били надјачани, па се Зевс, знајући за пророчанство, а увидевши снагу гиганата, обратио богињи Атини да позове у помоћ његовог земаљског сина Херакла. 
Геја је, у страху за своје синове гиганте, покушала да набави чаробни напитак од једне посебне биљке који би њене синове очеличио за даљу борбу, али у томе није успела јер је Зевс наредио богу сунца Хелију, богињи месеца Селени и богињи праскозорја Еоји да не обасјавају земљу својом светлошћу, а сам је почупао сваку биљку на земљи (или је према другима пронашао ту биљку и сам је уништио).
Долазак Херакла за гиганте је био кобан и уместо да се предају и моле за милост, они су изабрали да до краја воде борбу која их је одвела у смрт.
Херакле је отровном стрелом ранио најјачег гиганта Алкионеја, а потом га бацио преко планине ван његове родне земље јер је знао да тамо Алкионеј није био бесмртан. Затим је Порфирион напао Херу и Херакла, али је Зевс у њему пробудио пожуду за богињом, и чим је овај насрнуо од пожуде на богињу, Зевс га је напао муњом. Тај успех Херакла је дао нову снагу и подстицај боговима, па је сваки од богова кренуо у борбу.
- На гиганта Ефилајта је бог Дионис кренуо стрелом устреливши га у лево око, а затим и Херакле у десно.
- На гиганта Еурита је бог Дионис кренуо својим тирсом, убивши га.
- На гиганта Клитија богиња Хеката кренула је усијаним буктињама, уништивши га.
- На гиганта Миманта је Хефест кренуо усијаним металом.
- На гиганта Енкелада, већ ошамућеног, богиња Атина је бацила острво Сицилију, а Паланту је одрала кожу.
- На гиганта Полибота, бог Посејдон се бацио комадом земље који је отргнуо од острва Коса, и оборио га у море (тако је настало острво Нисир).

У гигантомахији су учествовале и мојре које су гвозденим буздованима убиле Агрија и Тоанта.
Зевс је ужареним муњама које је бацао са Олимпа све остале гиганте ослабио и оборио на земљу, а затим их је Херакле обамрле од муња побио. Касније је од земље натопљене крвљу гиганата настало човечанство, према једном предању.
Гробља Гиганата везивана су за најразличитија места, а понекад се говорило и да су сахрањени испод бројних планина, острва или полуострва.